# Barbara Rae-Venter
Barbara Rae-Venter (Auckland, 17 de julho de 1948) é uma genealogista e advogada norte-americana. Em 2019, apareceu na lista de 100 pessoas mais influentes do mundo do ano pela Time.